# A Boy Like That
«A boy like that» (en español: «Un chico como ese») es un musical de Broadway creado por los compositores Leonard Bernstein y Stephen Sondheim en 1960. La canción «A boy like that» fue incluida en la banda sonora del musical y de la película Amor sin barreras. A boy like that, también conocida como A boy like that/I have a love, ha sido una exitosa obra que se ha presentado en todo el mundo desde su debut en 1960.

## Versión de Selena
En 1995, la cantante estadounidense Selena grabó la canción para el álbum recopilatorio The Songs of West Side Story, el cual incluyó a otros artistas y se realizó en beneficio para la organización AIDS Project Los Angeles. Su versión del tema fue lanzada póstumamente por RCA Victor como un sencillo de 1996, y el maxisencillo incluyó cuatro remezclas realizadas por Tony Moran. La pista también se incluyó en el álbum Selena, que fue hecho como parte de la banda sonora de su película biográfica lanzada en 1997. David Pack produjo la canción y Sheila E. apoyó con la percusión. Michelle Weeks, Godwin y Nikki Richards, proporcionaron voces adicionales.

### Listado de canciones
US remixes
1. "A Boy Like That" (radio edit 1) - 4:06
2. "A Boy Like That" (radio edit 2) - 4:06
3. "A Boy Like That" (edición original) - 3:28
4. "A Boy Like That" (remezcla extendida) - 8:14
5. "A Boy Like That" (guitar mix) - 4:54
6. "A Boy Like That" (dub mix) - 8:40
7. "A Boy Like That" (tribal mix) - 7:13
8. "A Boy Like That" (versión original completa) - 5:51